# Regional Internet Registry
Eine Regional Internet Registry (RIR) ist eine regional mit der Verwaltung und Zuteilung von Internet-Ressourcen betraute Organisation. Die Zuständigkeit umfasst die Verwaltung von IP-Adressen (IPv4 und IPv6) sowie AS-Nummern.

Regionale Zuständigkeit

Derzeit gibt es weltweit fünf aktive regionale Registries:
- Réseaux IP Européens Network Coordination Centre (RIPE NCC)
- American Registry for Internet Numbers (ARIN)
- Asia-Pacific Network Information Centre (APNIC)
- Latin American and Caribbean Internet Addresses Registry (LACNIC)
- African Network Information Centre (AfriNIC)

Jeder dieser regionalen Registrare erhält durch die IANA IP-Adressbereiche zugeteilt. Aus diesen werden Blöcke entnommen und Local Internet Registries (LIR) zugewiesen, die ihrerseits den Endkunden bedienen. LIRs sind meist Internet Service Provider.
Durch Unterzeichnung eines gegenseitigen Abkommens wurde 2003 die Number Resource Organization (NRO) gegründet, um gemeinsame Interessen zu wahren und die Zusammenarbeit zu koordinieren. In Abstimmung mit ICANN fungiert die NRO innerhalb der ICANN-Strukturen als Address Supporting Organization (ASO).